# Organoid

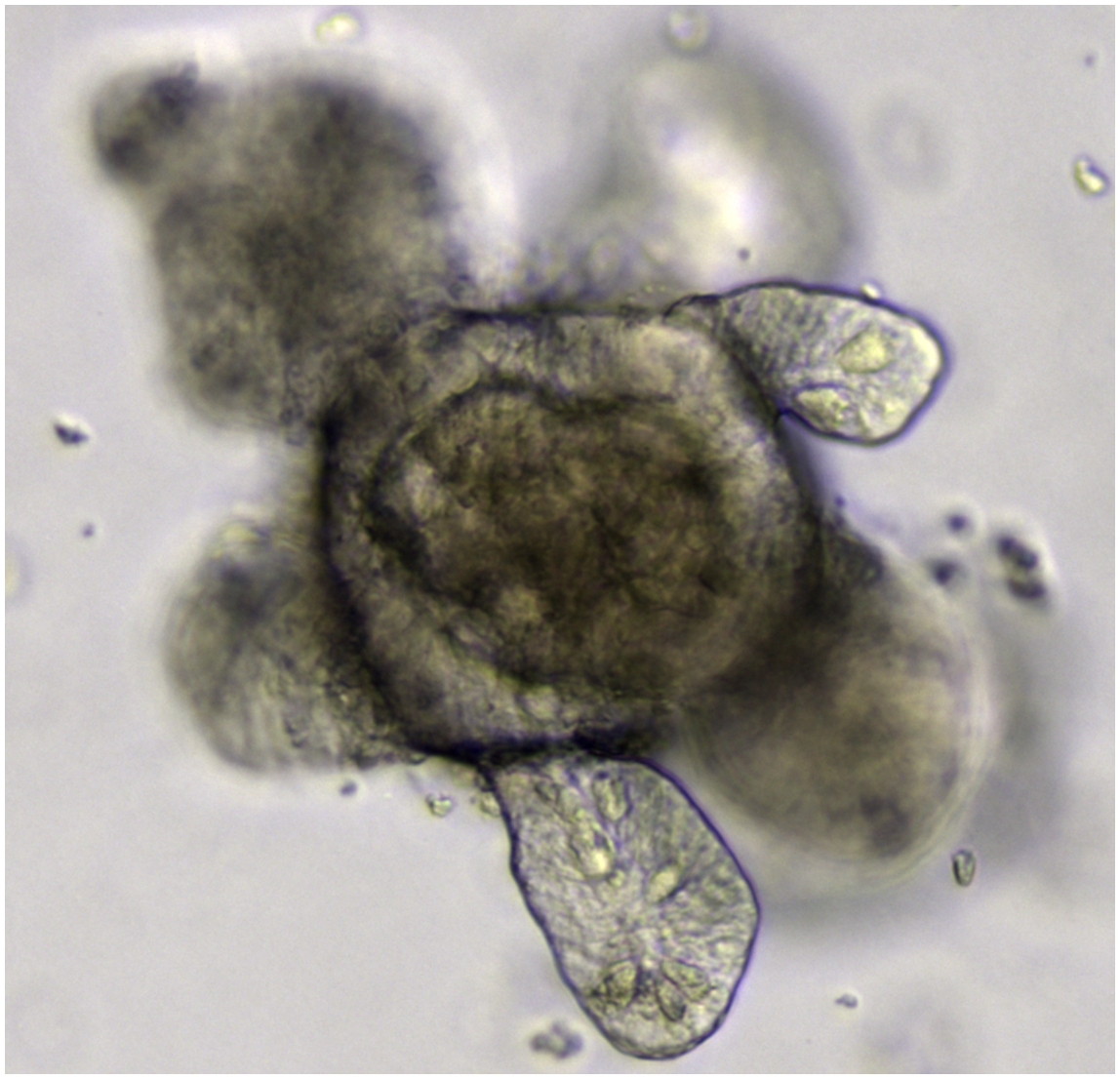
Intestinal organoid odlad från Lgr5+ stamceller.

En organoid är en miniatyriserad och förenklad tredimensionell modell av ett organ som produceras in vitro som efterliknar organets funktionella, strukturella och biologiska komplexitet. Organoiden tillverkas från en eller ett fåtal celler från en vävnad, embryonala stamceller eller inducerade pluripotenta stamceller, som kan självorganisera sig till en organoid tack vare sin självförnyelse- och differentieringsförmåga. Odlingstekniken av organoider har förbättrats snabbt sedan början av 2010-talet, och utnämndes av The Scientist det till ett av de största vetenskapliga framstegen under 2013. Organoider används för att studera utveckling och sjukdom, läkemedelsutveckling och utveckling inom industrin, personlig diagnostik och medicin, gen- och cellterapier, vävnadsteknik och regenerativ medicin.